# Język seri
Język seri (nazwa własna cmiique iitom) – izolowany język Indian Seri, występujący tylko w formie mówionej, używany w dwóch wioskach w Meksyku na wybrzeżu Sonory.